# Advanced Systems Format
Advanced Systems Format (ранее также англ. Advanced Streaming Format, Active Streaming Format) — разработанный фирмой Microsoft формат файлов, содержащих потоковое аудио и видео. ASF является частью Windows Media.
Формат пригоден как для локального воспроизведения, так и для передачи и воспроизведения по компьютерным сетям, включая Интернет.

## Описание
ASF является контейнером мультимедиа и не содержит указаний на то, каким образом данные должны быть закодированы, а только определяет структуру потока данных. В этом отношении ASF заменяет формат мультимедиаконтейнеров AVI.
Это расширяемый формат, который может содержать данные, закодированные при помощи различных кодеков, и поддерживает синхронизацию потоков.
Обычно используемое расширение файла — .asf, а тип MIME — video/x-ms-asf. Кроме того, файлы, содержащие преимущественно аудиоинформацию, могут иметь расширение .wma, а видеофайлы — .wmv. Расширение .asf обычно используется для файлов, содержащих данные, закодированные кодеками сторонних (не Microsoft) разработчиков.
Особенности формата:
- Возможность потокового воспроизведения;
- Управление приоритетами потоков;
- Многоязычность;
- Расширяемость, возможность динамической загрузки компонентов и кодеков;
- Поддержка DRM;
- Расширенные возможности аннотирования и использования метаданных.

Особенностью формата ASF является возможность воспроизведения непосредственно в момент загрузки данных по сети, то есть потокового воспроизведения. Для передачи по IP-сетям ASF-потоков обычно используется протокол RTSP.
Для использования данного формата необходимо лицензирование у фирмы Microsoft.